# Kazys Šimonis
Kazys Šimonis (ur. 25 sierpnia 1887 w Starokonysie w rejonie kupiszeckim, zm. 5 lipca 1978 w Kownie) – litewski malarz.    

## Życiorys
W latach 1907-1909 uczęszczał na kursy nauczycielskie w Kownie (uczył się m.in. u Tadeusza Dowgirda), z których został wyrzucony za działalność rewolucyjną. W latach 1911-1913 przebywał u brata w Stanach Zjednoczonych. W latach 1912-1917 w armii carskiej, potem przebywał w Petersburgu, gdzie uczył się na prywatnych lekcjach rysunku. W 1919 roku osiedlił się w Kownie. Nauczał tam rysunku, tworzył ilustracje do książek i malował obrazy. W 1926 roku otrzymał stypendium Ministra Oświaty, dzięki któremu wyjechał na dwa lata do Paryża. Swoje wystawy organizował m.in. w Kownie, Rydze, Wilnie, Kłajpedzie, Paryżu, Bostonie, Filadelfii i Chicago; w 2020 roku jego obrazy były eksponowane w Muzeum Narodowym w Szczecinie. Pracował w Szkole Sztuk Pięknych w Kownie, jako dyrektor muzeum Instytutu Sztuki Stosowanej i Dekoracyjnej w Kownie i na Uniwersytecie Technicznym w Kownie. Został pochowany na Cmentarzu Pietraszuńskim. Otrzymał tytuły Zasłużonego Artysty Litewskiej SRR i Artysty Ludowego Litewskiej SRR.    

## Twórczość

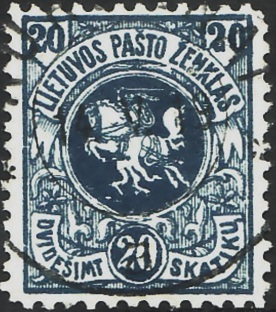
Litewski znaczek pocztowy stworzony przez Simonisa i Tadeusza Dowgirda

Stworzył około 2000 dzieł - pejzaży, portretów i abstrakcji. Oprócz tego tworzył m.in. ekslibrisy, plakaty, projekty znaczków pocztowych i scenografii teatralnej itp. W swojej wczesnej fazie twórczości mocno inspirował się dziełami Mikołaja Konstantego Ciurlonisa, w późniejszym etapie twórczości wpływ na niego wywarły prace Franza Marca i Lyonela Feiningera. Simonis w swoich obrazach często posługiwał się geometrycznymi formami i błyskami światła, rozbijającymi obraz na małe kryształki (zwłaszcza w okresie lat 20. i 30.).